# Университет Святого Эдуарда
Университет Святого Эдуарда (англ. St. Edward's University) — американский частный католический университет в Остине, штат Техас.
Университет был основан и действовал в традициях Святого Креста.

## История и деятельность

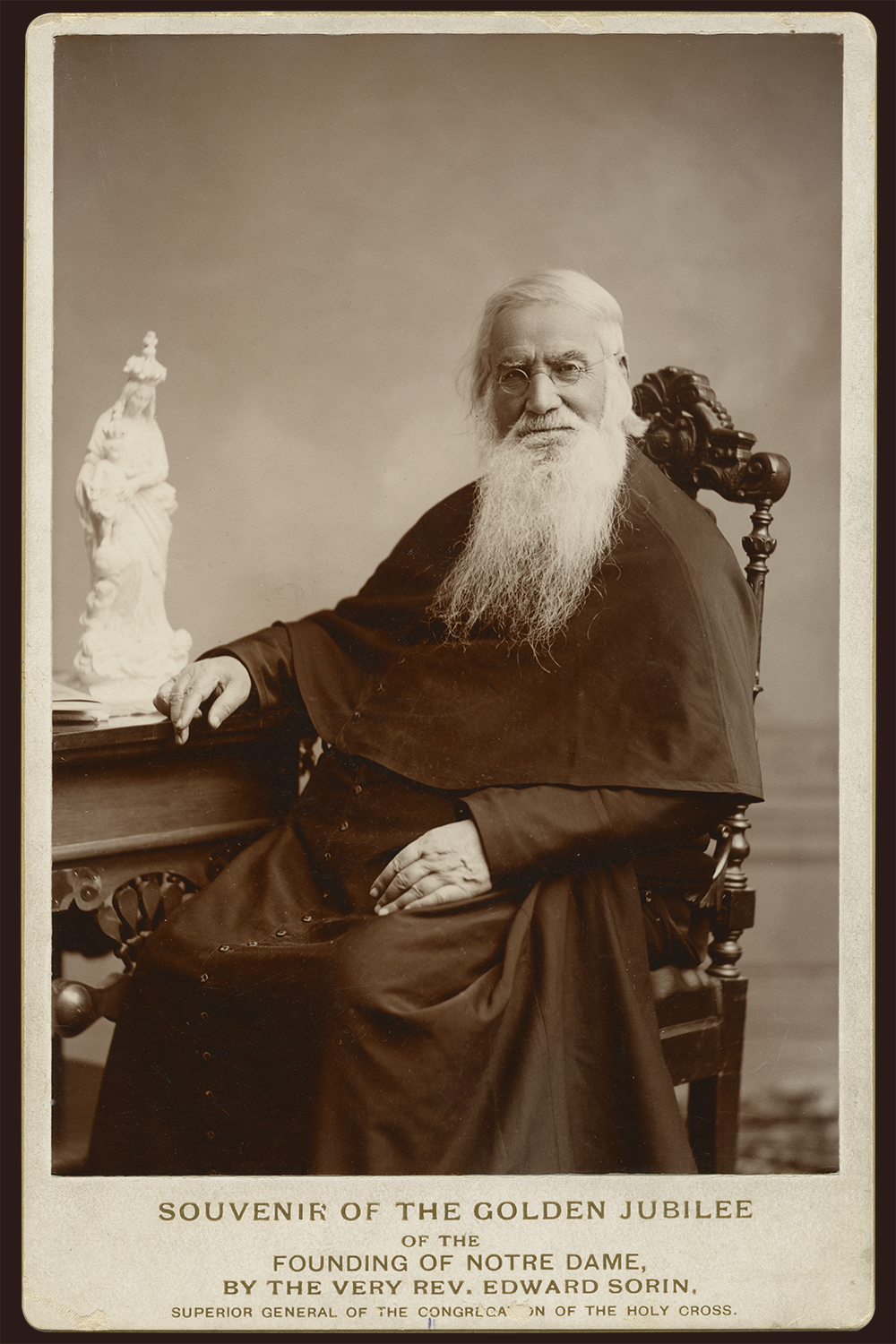
Эдвард Сорин

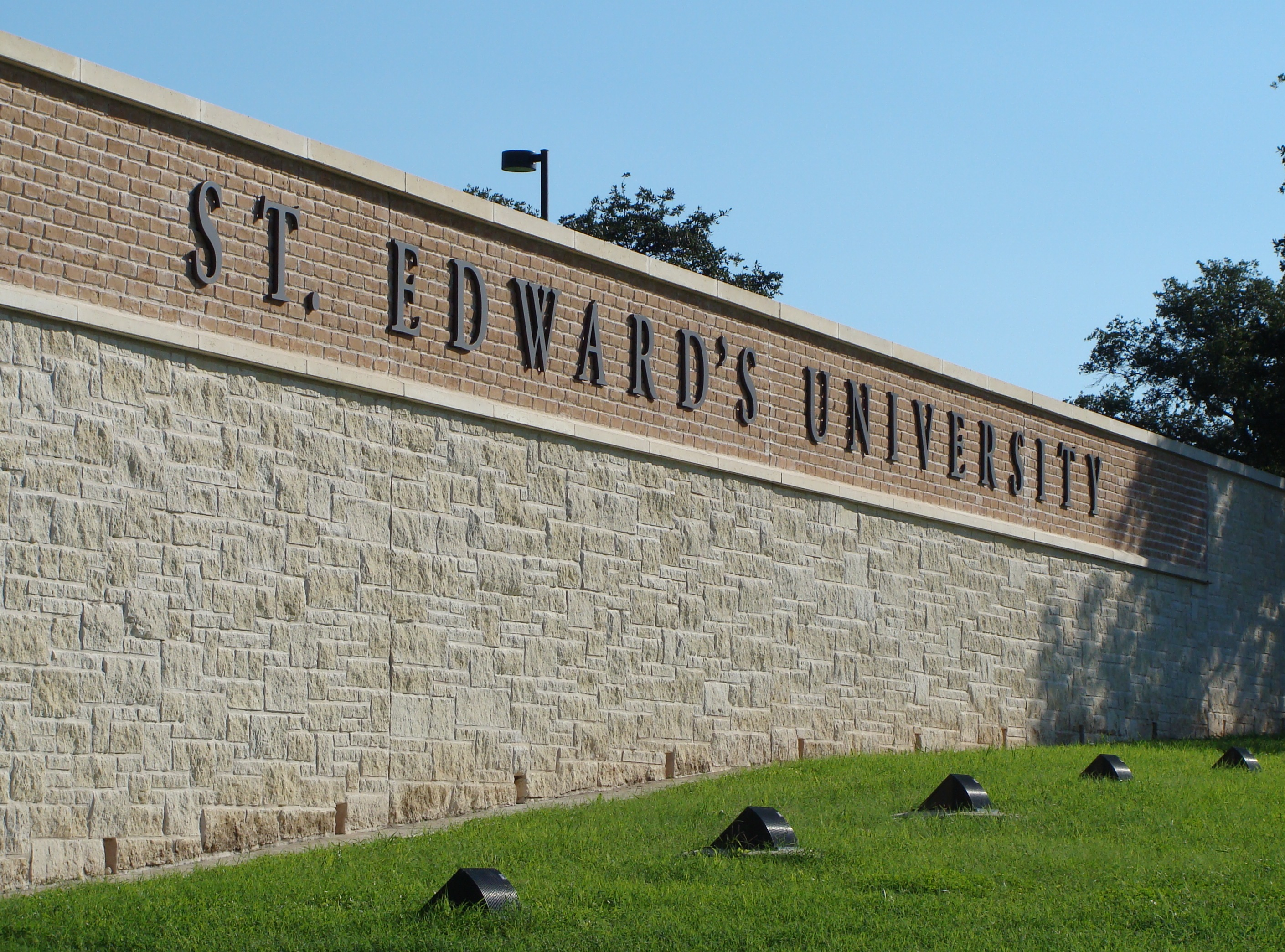
Главный вход университета

Университет Святого Эдуарда был основан в 1873 году преподобным Эдвардом Сорином, членом и генеральным настоятелем Конгрегации Святого Креста, который также основал Университет Нотр-Дам в Саут-Бенде, штат Индиана. Учебное учреждение расположилось на сельскохозяйственных угодьях к югу от Остина в 1877 году, оно было названо Академией Святого Эдуарда (St. Edward’s Academy) в честь своего святого покровителя — Эдуарда Исповедника. Подразделение Средней школы Святого Эдуарда позже отделилась от университета и стала самостоятельным учебным учреждением, но закрылась в 1967 году.
В 1885 году президент академии, преподобный Франциск (P.J. Franciscus), укрепил её престиж, получив устав, изменив название на Колледж Святого Эдуарда (St. Edward’s College) и увеличив количество учащихся. Архитектор Николас Клейтон из Галвестона, штат Техас, спроектировал Главное здание колледжа, имеющее четыре этажа в стиле готического возрождения и построенное из местного белого известняка.
В 1903 году пожар уничтожил бо́льшую часть Главного здания, но к осени его восстановили. В 1922 году оно пострадало от торнадо, нанесшего значительный ущерб всему учебному кампусу. В 1973 году Главное здание Университета Святого Эдуарда было внесено в Национальный реестр исторических мест США. В 1925 году учебное учреждение получило статус университета и стало называться Университет Святого Эдуарда. Женщины стали обучаться в нём с 1966 году в качестве студенток колледжа Мэрихилл (Maryhill College). К 1970 году Мэрихилл был поглощен университетом, который стал вузом с совместным обучением мужчин и женщин.
В 1971 году в университете были степени бакалавра и магистра делового администрирования. Затем были добавлены программы: помощи мигрантам в колледжах (1972); профессионально ориентированная учебная программа по театральному искусству (1972); инновационная программа для взрослых под названием «Новый колледж» (1974); студент-первокурсник (1975). В 1984 году Патрисия Хаейс (Patricia Hayes) стала вторым светским человеком, возглавившим Университет Святого Эдуарда. В 1990 году число учащихся в нём впервые достигло 3000 человек. Джордж Мартин (George E. Martin, PhD) стал 23-м президентом университета осенью 1999 года и руководил им в период значительного расширения — за это время набор в бакалавриат почти удвоился, увеличилось число факультетов и были добавлены новые академические программы.
В настоящее время Университет Святого Эдуарда предлагает 8 программ на получение степени магистра и степень бакалавра в более чем 50 областях образования. Президентом вуза 4 декабря 2020 года была назначена Монтсеррат Фуэнтес (Montserrat «Montse» Fuentes), которая вступила в должность 1 июля 2021 года, сменив президента Джорджа Мартина, руководившего университетом в течение 21 года.
Некоторые выпускники университета: выпускники Университета Святого Эдуарда.